# پارسوآش
پارسوا، پارسواش (parsua) یا پارسوماش در کتیبه‌های پادشاه آشور شمشی-ادد پنجم ۸۲۳ تا ۸۱۰ پیش از میلاد و در کتیبهٔ سناخریب در سال ۶۹۱ پیش از میلاد به مناسبت جنگ حلوله و همچنین در یک رشته از نامه‌های بایگانی، پادشاهان آشور که مربوط به حوادث ۶۵۳ تا ۶۵۲ پیش از میلاد است، به عنوان یکی از ایالات منتهی ایلامی ذکر شده‌است.
نام‌های جغرافیایی پارشوا، پارسوا، پارسواش و پارسوماش و انتساب آن‌ها پارسها و مراحل مختلف مهاجرت آن‌ها به فلات ایران را نشان می‌دهد. با توجه به این برداشت، نظریه‌ای مطرح شده که بر اساس آن پارسی‌ها ابتدا از طریق کناره غربی دریاچه ارومیه و منطقه قفقاز وارد شمال غرب ایران شده و در جنوب دریاچه ارومیه و ایالت پارشوا که در متون اورارتویی به آن اشاره شده، مستقر شدند. با توجه به تصرف منطقه توسط اورارتو) حدود۸۲۰ق. م (پارسی‌ها مجبور شدند به مناطق جنوبی‌تر مهاجرت کرده و در محدوده‌ای از شمال ماهیدشت تا منطقه سنندج در کردستان که منابع آشوری از آن بارها به عنوان پارسوا یاد کرده‌است، استقرار پیدا کنند. با توجه به لشکرکشی‌های مکرر آشوری‌ها به غرب ایران و ضمیمه کردن پارسوا به قلمرو آشور، پارسی‌ها دوباره مجبور شدند به مناطق جنوبی‌تر و مجاور قلمرو ایلام و استان کنونی فارس مهاجرت کنند
لوئیس لوین انتهای شمالی دشت ماهیدشت را که راه‌های خوبی آن نمری مربوط می‌کند و در آن تپه‌های تاریخی مهمی وجود دارد برای این ایالت تعیین نموده‌است. نامبرده در نوشته‌های جدیدتر خود ناحیه ماهیدشت شمالی و حوالی روانسر را بهترین گزینه دانسته‌است. بر اساس‌همین جایابی، پارپولا در اطلس تاریخی شرق نزدیک در دوره آشور جدید، نیکور پایتخت پارسوا را در روانسر امروزی جایابی کرده‌است. این جایابی مرزهای شمالی پارسو (با توجه به وسعت این ایالت و مجاورت آن با مانّا) تا منطقه سنندج و مناطق شرقی‌تر آن می‌توانست کشیده شده باشد.

## ارتباط پارسوا با پارسوماش
در خصوص ارتباط پارسوا با پارسوماش نظریات متفاوتی وجود دارد. کایلر یانگ و لوئیسلوین به نوعی این دو را یکی می‌پندارند. لوین اشاره می‌کند:در اواخر دوره آشور جدید اشارات به پارسوا در منطقه غرب ایران (استان کردستان) ناپدید شده تا اینکه دوباره در دوره آشوربانی‌پال در مناطق خیلی جنوبی‌تر و استان فارس به آن اشاره می‌شود. در همین‌جا لوین تأکید می‌کند درکتیبه‌های آشوربانیپال است. کایلر یانگ در مقاله نخست خود که به مهاجرت ایرانی‌ها به منطقه زاگرس اختصاص دارد، به‌طور خلاصه ضمن اعتقاد به این مسئله که پارشوای شمال غرب، پارسوای غرب و پارسوماش جنوب غربی ایران در ارتباط با پارسی‌ها قرار دارند، به این نتیجه رسیده که: سه پارسوا یا سه گروه از پارسی‌ها در غرب ایران و به‌طور تقریبی به صورت همزمان وجود داشته‌اند؛ یکی در شمال غرب، دیگری در مرزهای ایلام و آخری در فارس. بر اساس نوشته یانگ مهاجرتی از شمال غرب، به غرب و سپس جنوب غربی ایران صورت نگرفته و اشاراتی که در این زمینه وجود دارد، نتیجه برداشت نادرست از منابع است.
یانگ در مقاله جدید خود نظری به‌طور تقریبی متفاوت ارائه می‌کند. او در اینجا ضمن یکی شمردن ایالت‌ها یا اسامی پارسوا، پارسواش و پارسوماش محل آن را در زاگرس مرکزی جایابی کرده و هرگونه ارتباط این اسامی را باجنوب غربی ایران و پارس دوره بعد رد می‌کند و پارسوماش کتیبه سناخریب و آشوربانیپال را نیز در زاگرس مرکزی جایابی کرده و کوروش را نیز حاکم همین منطقه می‌داند. او تأکید می‌کند:پارسوای (زاگرس مرکزی) که به نظر او با پارسوماش یکی‌است (نمی‌توانسته هیچ ارتباط مستقیمی با پارسه(Parsa)در فارس که در زمان داریوش هخامنشی ایجاد شد داشته باشد؛ امیلی کورت نیز به‌طور ضمنی این نظریه را که تمامی اسامی مورد بحث تنها به یک ایالت در غرب ایران اشاره دارند، تأیید کرده‌است)
یانگ برای توجیه جایابی پارسوماش در زاگرس مرکزی دلایلی ذکر می‌کند:مکانی‌در زاگرس مرکزی (منطقه اردلان) برای پارسوای آشوربانیپال بطورکامل متقاعدکننده است. آشوربانیپال درتوصیف شکست و ویرانی ایلام) سال۶۴۶ق. م (اغراق زیادی کرده‌است. داده‌های باستان‌شناسی‌چنین ویرانی‌را تأیید نمی‌کنند و سلسله ایلام بعد از این تاریخ نیز به حیات خود ادامه داده‌است. از طرف دیگر پارس از سرزمین جلگه‌ای ایلام فاصله زیادی داشته و اغلب از یورش دشمنان بین‌النهرینی خود در امان بوده‌است. از این رو به نظر نمی‌رسد پادشاه پارس که بر ناحیه نزدیک انشان حکومت می‌کرد، این قدر ترسیده باشدکه پسر خود را به عنوان گروگان به دربار آشور فرستاده باشد. پادشاه پارسوای زاگرس مرکزی می‌توانست از لشکرکشی آشوری‌ها بیشتر متأثر شده باشد. پادشاهان این ناحیه زاگرس به صورت سنتی متحد ایلام و بابل در برابر آشور بودند و نزدیکی آن‌ها به آشور می‌توانست زمینه ترس آن‌ها را فراهم کند.
قوم قوی پارس بعدی در انشان است در زمان داریوش هخامنشی ایجاد شده و جنوب غرب ایران واستان فارس فاقد هر گونه اثری از مهاجرت اقوام آریایی در عصر آهن و بعد از آن بوده‌است.

## نظریه مهاجرت پارسیان از پارسوآ به پارسوماش و پارسوماش؛ محل نخستین تماس آشوریان با پارسیان
این نظریه بیان می‌کند که طایفه‌های پارسه در سده هشتم تا هفتم پیش از میلاد از محلی در نواحی رشته کوه‌های زاگرس مرکزی به نام پارسواش در امتداد زاگرس در دره‌های کرخه و کارون به آرامی به سمت جنوب فلات ایران و سرزمین عیلام سرازیر شده‌اند.
این قوم، در همین نواحی به زندگی‌ شبان‌کارگی و کشاورزی اشتغال جستند و این نواحی را به یاد سرزمینی که در حوالی جنوب دریاچه ارومیه که ترکش کرده بودند به نام پارسوماش، یا پارسواش خوانده‌اند.
خاندان هخامنش به عنوان یک خانواده ممتاز، سرکردگی این طایفه‌ها را بر عهده داشته‌است.

## نگره بی‌پیوند بودن نام پارسوا با تیره‌ها پارس
از همان هزاره سوم پیش از میلاد، شمار نام‌های جغرافیایی آریایی در آسیای صغیر و روی هم رفته در آسیای غربی رواج یافت.
همچنین همین پارسوماش که از گذشته تا امروز به ریخت‌های گوناگون کاربرد بسیار داشت و دارد. به جز از پارسوماش در آن زمان بخش‌ها و کرانه‌های چندی وجود داشتند که نام‌های آریایی و شهروندان غیر آریایی داشتند.
دیاکونوف پیشنهاد می‌کند که پارسه یا پارسوآ و پارثوا Parthava سه گونه ریهت ریشه گرفته از واژهٔ باستانی Parsava به معنی «استخوان دندهٔ سینه و پهلو و مرز» هستند که Parsava نیز با واژهٔ هند و اروپایی Gerk به چم «استخوان دندهٔ سینه و جناغ سینه» و واژهٔ اوستایی و واژهٔ استی Fars به معنی پهلو و مرز، پیوند دارد.
همهٔ این سرزمین‌ها که به آن نمارش (اشاره) رفت در مرز ماد، در بخش جنوب (پارسه) در بخش خاور (مشرق) (پارثوا) و در باختر آن پارسوا جای داشته است؛ بنابراین هیچ نیازی به پندار اینکه این نام بدست پارسیان از اپاختر (شمال) به اواخشتر (جنوب) آورده شده نیست.
همان‌طور که تفاوت دو نام پارسی و پارتی دستاورد تفاوت گویش باشد و به‌درستی این هر دو نام یک تبار باشد، گمان می‌رود پارسه نیز براستی یک واژهٔ مادی باشد، در برابر واژهٔ فارسی باستان پارثه Partha و واژهٔ باستانی پارثوا با پارسوا برابر می‌شود.
هرچند این ریشه‌یابی نشانی از هوشمندی دارد ولی گمان بسیار اینست که پارسه نام تیره‌ای باشد از ایرانیان، که به سوی فارس یا استان خوزستان کنونی رفتند و آن سرزمین انشان نام گرفته است.
در سال ۸۳۰ پیش از میلاد، سده‌ای پیش از به قدرت رسیدن خانوادهٔ هخامنش در پارسوماش، شلمنسر سوم پادشاه آشور از ۲۷ شاهک سرزمین آسیایی‌نشین پارسوا، در جنوب غربی زاگرس به گونه هم‌زمان باج گرفت.
نام این شاهک‌ها در سالنامهٔ این شاه یاده شده است که هیچ‌یک آریایی نبودند. یک سده دیگر آشور بانیپال وارد سرزمین ایلام گردید و پس از آنکه خاک ایلام را به توبره کشید، بنابر دیدگاه گیرشمن نیز نخستین تماس آشوریان با پارسیان، نه در پارسوا، بلکه در مرز ایلام، و در پارسوماش بوده است.

## لشکرکشی تیگلات-پیلسر سوم

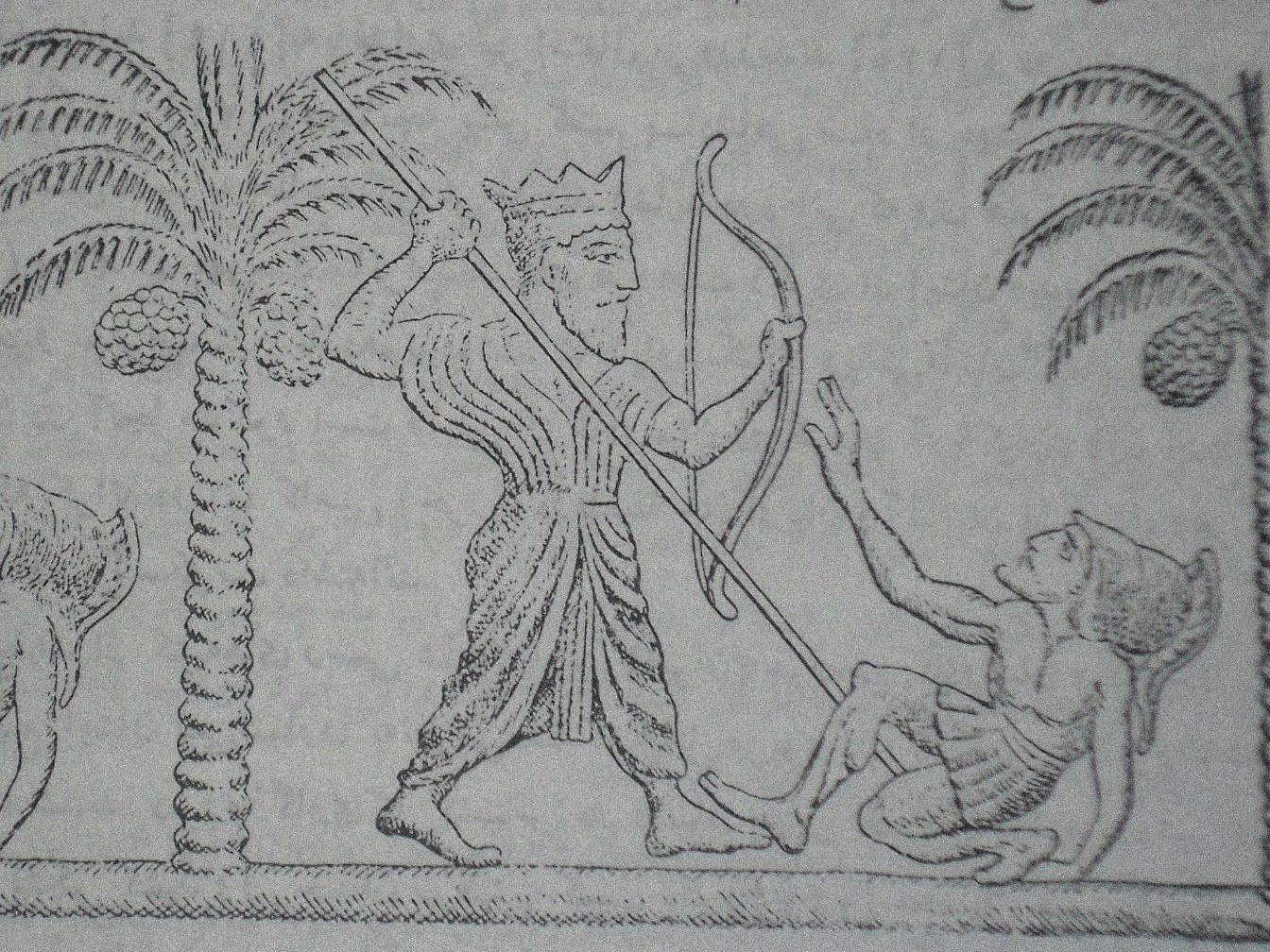
دو جنگجو در لباس پارسی و یونانی

نتیجهٔ نخستین لشکرکشی تیگلات-پیلسر سوم به کوهستان زاگرس همانا ایجاد دو ایالت جدید پارسوا و بیت همبان در پادشاهی آشور بود. این دو ایالت تا سقوط آشور جزو آشور باقی ماندند. در عهد سارگون دوم مقام رئیس ناحیهٔ پارسوا در آشور وجود داشت از نامه‌ای که فورر بدان اشاره کرده چنین بر می‌آید که پارسوا بعدها هم جزو آشور بود. در زمان آشور-ناصیر-پال دوم ایالت کیشه‌سو که شرقی‌تر از پارسوا بوده جزو آشور شمرده می‌شده.
عقیدهٔ شایع مبنی بر این است که پارسوا در ناحیه سنندج میهن پارسیان بوده و ایشان پس از تسخیر آن ناحیه بدست آشوریان از آنجا به پارس هجرت کردند، نخستین اشاره به پارسیان در سال ۸۴۳ پ.م. است ولی دومین اشاره به این قبایل به سال - ۶۹۱ پ.م. - برمی‌گردد که در آن سال سناخریب با پارسواییان (پارس‌ها) در سرزمین ایلام مواجه شد و با آنان در همان سرزمین جنگید. این رویداد از این جهت مهم است که شاه عیلام برای کمک به عیلامی‌ها در جنگ با آشوریان اجازه داده پارسیان به این منطقه بکوچند. همچنین لوحه‌های بدست آمده از شوش حکایت از آن دارند که حدود سال - ۶۸۵ پ.م. - پارسیان در سراسر عیلام سکونت داشته‌اند. این شاید دلیل این باشد که چرا کوروش خود را شاه انشان نامیده‌است.

## موقعیت پارسوا از نگاه مورخان
پارسوا جنوبی‌تر از زاب کوچک و در دیاله علیا قرار داشت و از یک‌سو با نواحی مختلف نامار و توپ لیاش در دیالهٔ وسطی و سفلی و از دیگر سو با ماننا و نواحی مختلف متمایل به ماننا و بالاخره با نواحی مختلفهٔ ماد هم‌مرز بود. همچنین از کتیبه‌های اورارتویی مشهود است که پارسوا میان ماننا و سرزمین بابلی نامار قرار داشت. از مجموع مراتب فوق چنین نتیجه گرفته می‌شود که پارسوا را باید در حدود کردستان و شهرستان سنندج کنونی جستجو کرد. دیاکونف در اثر خود به‌نام تاریخ ماد می‌نویسد: بخش علیای رود دیاله و شاخه‌ها و شعب آن در مثلث شهرهای کنونی سلیمانیه، سر پل ذهاب و سنندج از اواسط سده نهم پیش از میلاد پارسوا نامیده می‌شده‌است.
در متون زمان آشور ناسیراپال دوم محل کشور پارسوا با بخش‌های جنوبی کشور زاموا هم‌مرز است. این نکته لازم است تصریح شود که بر خلاف عقیدهٔ رایج تنها وجه مشترک لفظ پارسوا با پارس این است که هر دو اصطلاح به زبان پهلوی به معنی نگهبان و محافظ می‌باشند. باید در نظر گرفت که پارسوا ناحیه‌ای زراعی بوده و مردم آن اسکان یافته بودند و فرض اینکه شهروندان آن، سرزمین خویش را رها کرده به پارس که ۶۰۰ کیلومتر با آنجا فاصله داشته‌است کوچ کرده باشند بسیار دشوار است.
عده‌ای از محققان محل پارسوا را در نقاط بسیار شمالی‌تر قرار می‌دهند و نزدیکی آن را به نامار در نظر نمی‌گیرند ولی این بدان معنی است که پارسوا از لحاظ حدود ارضی با پادشاهی‌های آراشتوا، آمکا و آتا منطبق بوده. در سالنامه‌های آشور ناسیراپال دوم محل کشور پارسوا به بخش‌های جنوبی زاموا نزدیک است و سه شاهک آتا، آراشتوا و آمکا جزو سرزمین زاموا بودند ولی زبان مردم پارسوآ کماکان کاسپی بوده‌است.

### تئوری دانشمندان
ویدنر و پس از وی، کامرون و بسیاری دیگر معتقدند که کورش یکم پادشاه پرسید متأخر نبوده بلکه سلطنت پارسوا را در کوه‌های زاگرس یا سرزمینی بینابین آن دو را داشته‌است؛ ولی ویدنر این نکته را که ناحیهٔ خودیمری که در همان متن آمده و همزمان با کورش‌یکم به آشور باج می‌داده و به‌طورمسلم با قلمرو کورش یکم مجاور بوده و در مشرق ایلام و کرانه‌های خلیج فارس یعنی در کنار پارس قرارداشته در نظر نگرفته‌است.
گذشته از ایجاد ایالات پارسوا و بیت همبان یک نتیجهٔ دیگر لشکرکشی تیگلات-پیلسر سوم در سال - ۷۴۴ پ.م. - عبارت بود از تصرف اسبان و دام‌ها توسط آشوریان و بردن عده‌ای پیشه‌ور پارسوایی به آشور. بعدها بخشی از شهروندان را که در ایالت جدید آشور باقی مانده بودند نیز از آنجا تبعید و منتقل کردند. سال‌نامه‌های تیگلات-پیلسر سوم در وقایع سال -۷۳۸ پ.م. - می‌نویسد که عده‌ای از اسیران کوتی و شهروندان بیت سانگی را در شمال سوریه و فنیقیه شمالی مسکن دادند.
دیاکونوف در کتاب تاریخ ماد می‌نویسد آشوری‌ها ضمن حمله به پارسوا در خاک ماد نفوذ کردند و آخرین نقطهٔ لشکرکشی آشوریان در ظاهر، دژ مادی زاکروتی بود. محل این دژ به احتمال‌زیاد در ناحیهٔ اردلان کنونی قرار داشت، و سلمنسرسوم شاه آشور در این حمله برای اولین بار در سال ۸۳۴ پیش از میلاد به اقصی نقاط کشور مادی‌ها رسید.

## پارسوا در آغاز قیام مادی‌ها
در دوران قیام عظیم مادی‌ها علیه آشوریان در ناحیه خارخار پیرامون سال‌های - ۷۱۵ پ. م - شخصی که از طرف آشوریان در پارسوا منصوب شده بود از اوضاع تحت فرمانش خطاب به سارگون دوم چنین نوشته‌است:
| حاکم مزبور اطلاع می‌دهد که ۲۰۰۰ مرد جنگی دارد. در بیت همبان هم لشکریانی وجود دارند. او از ماننا و مازاموا منتظر کمک است و قصور و تکاهل در انجام وظیفه را رد می‌کند و می‌گوید که عده‌ای اسیر گرفته شده و در نیککور پایتخت پارسوآ بیماری واگیری افتاده و ار ۵۰ نفری که به اتفاق حاکم آمده بودند ۱۵ نفر تلف شده و مردم سرزمین ماد دشمنی می‌ورزند. نیککور، کین‌گوختو (کین‌خوختو)، کیزاخاسی و خارخار و غیره جزو شهرهایی که در خط مقدم با ایالات شورشی قرار داشتند نام برده شده‌است |